# Хосе Рафаел Покатера
Хосе Рафаел Покатера (José Rafael Pocaterra) е венецуелски писател, журналист и политик.

## Биография
В затвора е през 1907-1908 за работата си в опозиционния вестник „Каин“ и пак през 1919-1922 г. за участието си в опита на Луис Рафаел Пиментел да свали диктатора Хуан Висенте Гомес от власт. Докато е в затвора, пише историческата книга Memorias de un venezolano de la decadencia (1927) и романа La casa de los Ábila (1946).
По-късно участва в злополучната фалкистка експедиция (1929) на Роман Делгадо Шалбо, която цели свалянето на Хуан Висенте Гомес. При Елеасар Лопес Контрерас е министър на комуникациите (1939-1941). По-късно заема посланически постове (във Великобритания, СССР, Бразилия и САЩ) и се пенсионира като посланик във Вашингтон през 1950 г. след убийството на Карлос Делгадо Шалбо.
Пише и в „Ел Ералдо де Куба“ и други.

## Произведения

### Самостоятелни романи
- Política feminista: o, El doctor Bebé (1910)
- Vidas oscuras (1912)
- Tierra del sol amada (1917)
- La casa de los Ábila (1946)

### Документалистика
- Memorias de un venezolano de la decadencia (1927)
- Cuentos grotescos (1922) – сборник разкази

### Книги за Х. Р. Покатера
- Cartas a José Rafael Pocaterra (1889-1955) (2007) – колекция писма, редактор Ел Перо и ла Рана
- José Rafael Pocaterra (1889-1955) (2009) – Симон Алберто Консалви